# Winfried Denk
Winfried Denk (* 12. November 1957 in München) ist ein deutscher Physiker. 1989 baute er das erste Zwei-Photonen-Mikroskop, als er als Doktorand und kurzzeitig als Postdoktorand im Labor von Watt W. Webb an der Cornell University arbeitete. 2003 wurde ihm der Gottfried Wilhelm Leibniz-Preis zuerkannt.

## Jugend und Studium
Winfried Denk wurde in München geboren. Als Kind verbrachte er einen Großteil seiner Freizeit damit, den Umgang mit den Werkzeugen und Baumaterialien in der Werkstatt seines Vaters zu erlernen. In der Schule zeigte sich, dass Denks "Talente ungleichmäßig über die Fächer verteilt waren, wobei Mathematik und Physik bevorzugt wurden". Das Reparieren und Konstruieren von elektronischen Geräten war während der gesamten Schulzeit sein größtes Hobby.
Nach dem Abitur absolvierte Denk den obligatorischen 15-monatigen Wehrdienst und verbrachte die nächsten drei Jahre an der Ludwig-Maximilians-Universität München. Im Jahr 1981 zog er nach Zürich, um an der ETH Zürich zu studieren. Während dieser Zeit arbeitete er auch im Labor von Dieter Pohl am damaligen IBM Zurich Research Laboratory (heute IBM Research – Zurich). Dort baute er eines der ersten superauflösenden Mikroskope (engl. super-resolution microscopy) und entwickelte eine Leidenschaft für die Rastermikroskopie. Seine Masterarbeit fertigte er im Labor von Kurt Wüthrich an, wo er unter der direkten Anleitung von Gerhard Wagner an Methoden der biologischen NMR-Spektroskopie arbeitete. Aber er spürte, dass die NMR-Spektroskopie nichts für ihn war, weil sie nicht genügend Möglichkeiten bot, neue experimentelle Geräte zu entwickeln.

## Wissenschaftliche Laufbahn
1984 schloss sich Winfried Denk dem Labor von Watt W. Webb an der Cornell University an. Während Webb selbst sehr an Methoden interessiert war – sowohl die Fluoreszenzkorrelationsspektroskopie als auch die FRAP-Mikroskopie waren in seinem Labor entwickelt worden – ließ er Studenten und Postdocs viele Freiheiten. Denk genoss seine Zeit an der Cornell University, wurde aber einmal fast entlassen, nachdem er für sechs Wochen nach Griechenland gegangen war, um Mönchsrobben zu untersuchen. Er erhielt jedoch eine zweite Chance und begann ein Projekt zur Messung der Bewegung von Sinneshaarbündeln im Innenohr. Einer der Reize dieses Projekts bestand darin, dass es einen Aufenthalt in San Francisco erforderte, um von Jim Hudspeth und seiner Gruppe etwas über Haarzellen und ihre Präparation für wissenschaftliche Messungen zu lernen. Anschließend kehrte Denk nach Cornell zurück und erfand eine Methode, die empfindlich genug war, um die Wärmebewegung von Haarzellbündeln zu messen. Damit konnte er zeigen, dass Haarzellen ihre eigene Brownsche Bewegung wahrnehmen können.
Von zentraler Bedeutung für Denks frühe Karriere war seine Intuition, dass die Zwei-Photonen-Mikroskopie (2p) biologische Proben weniger schädigen würde als die konfokale Ein-Photonen-Mikroskopie, obwohl die maximale Lichtintensität für 2p fast eine Million Mal höher ist als bei der konfokalen Mikroskopie. Ebenso wichtig war seine Erkenntnis, dass 2p-Infrarotanregung durch gestreute Fluoreszenz zur Bildgebung selbst tief in trüben Proben beiträgt, was den optischen Zugang und die Auflösung der 2p-Bildgebung gegenüber der konfokalen Bildgebung verbessern.
Nirgendwo hat sich dieses Prinzip mehr bewährt als bei der Darstellung von Neuronen in lebendem Hirngewebe. Die Zwei-Photonen-Mikroskopie ist nach wie vor die einzige Technik, die die Aufzeichnung der Gehirnaktivität in lebenden Organismen mit hoher räumlicher Auflösung ermöglicht. Die 2p-Anregung kann auch dazu verwendet werden, die Verteilung von Zellrezeptoren abzubilden, indem Substanzen aus ihren chemischen "Käfigen" freigesetzt werden.
Später konnte Denk zeigen, dass die 2p-Mikroskopie zur Aufzeichnung der Zellaktivität in der visuell stimulierten Netzhaut verwendet werden kann. Er zeigte auch, dass 2p mit adaptiver Optik kombiniert werden kann, um die Auflösung zu verbessern, und mit verstärkten Pulsen, um die Tiefengrenze im Hirngewebe auf 1 mm zu erhöhen.  Heute wird die Zwei-Photonen-Mikroskopie auch in den Bereichen Physiologie, Embryologie und Tissue Engineering sowie in der Krebsforschung eingesetzt.
Spärlichen Daten über die Konnektivität von Neuronen waren eine große Einschränkung für die Erforschung neuronaler Netzwerke. Denks 2004 veröffentlichte Arbeit, in der er die automatisierte serielle block-face Rasterelektronenmikroskopie beschrieb, belebte das Forschungsgebiet der umfassenden Kartierung neuronaler Schaltkreise (Connectomics) wieder, für die Sydney Brenner Pionierarbeit geleistet hatte.
Denk, der heute Direktor am Max-Planck-Institut für biologische Intelligenz (ehemals Max-Planck-Institut für Neurobiologie) ist, arbeitet weiter an der Verbesserung der Techniken zur Kartierung von Schaltkreisen im Gehirn. Seine jüngsten Arbeiten befassen sich mit der genauen Bestimmung der Positionen, Orientierungen und Identitäten von Proteinen und gebundenen Liganden in kryokonservierten Zellen.

## Wichtige Veröffentlichungen
- Denk, Stricker & Webb 1990, Science. Two-photon laser scanning fluorescence microscopy[3]
- Denk 1994, Proc Natl Acad Sci USA. Two-photon scanning photochemical microscopy: mapping ligand-gated ion channel distribution[4]
- Yuste & Denk 1995, Nature. Dendritic spines as basic functional units of neuronal integration[13]
- Svoboda, Tank & Denk 1996, Science. Direct measurement of coupling between dendritic spines and shafts.[14]
- Euler, Detwiler & Denk 2002, Nature. Directionally selective calcium signals in dendrites of starburst amacrine cells.[15]
- Denk & Horstmann 2004, PLoS Biology. Serial Block-Face Scanning Electron Microscopy to Reconstruct Three-Dimensional Tissue Nanostructure[8]
- Helmchen & Denk 2005, Nature Methods. Deep tissue two-photon microscopy[7]
- Briggman et al. 2011, Nature. Wiring specificity in the direction-selectivity circuit of the retina[16]
- Helmstaedter et al. 2013, Nature. Connectomic reconstruction of the inner plexiform layer in the mouse retina[17]

## Auszeichnungen
- 1998: Young Investigator Award der Biophysical Society
- 2000: Rank Prize for Opto-Electronics[18]
- 2003: Gottfried Wilhelm Leibniz-Preis, Deutsche Forschungsgemeinschaft (DFG)[19]
- 2006: W. Alden Spencer Award, Columbia University, New York
- 2012: Kavli-Preis für Neurowissenschaften, Norwegian Academy of Science and Letters[20]
- 2013: Rosenstiel Award[21]
- 2015: Brain Prize, Grete Lundbeck European Brain Research Foundation[22]
- 2015: International Prize for Translational Neuroscience of the Gertrud Reemtsma Foundation[23]

## Mitgliedschaften
- 2013: Mitglied der Nationalen Akademie der Wissenschaften National Academy of Sciences, USA[24]
- 2014: Mitglied der EMBO[25][26]
- 2015: Mitglied der Deutschen Akademie der Naturforscher Leopoldina[27]
- 2016: Mitglied der Bayerischen Akademie der Wissenschaften[28]